# Seznam katastrálních území v okrese Plzeň-jih
V této tabulce je uveden kompletní výčet katastrálních území Okresu Plzeň-jih, včetně rozlohy a sídel, které na nich leží.
| Název KÚ                    | Sídla                  | Obec           | km2   |
| --------------------------- | ---------------------- | -------------- | ----- |
| A                           | A                      | A              |       |
| Bezděkov u Kasejovic        | Bezděkov               | Hradiště       | 4,99  |
| Bezděkovec                  | Bezděkovec             | Mileč          | 4,21  |
| Blovice                     | Blovice, Bohušov       | Blovice        | 10,16 |
| Bolkov u Roupova            | Bolkov                 | Bolkov         | 1,82  |
| Borovno                     | Borovno                | Borovno        | 2,29  |
| Borovy                      | Borovy                 | Borovy         | 4,24  |
| Březí u Žinkov              | Březí                  | Žinkovy        | 4,58  |
| Budislavice                 | Budislavice            | Mladý Smolivec | 4,16  |
| Buková u Merklína           | Buková                 | Buková         | 6,16  |
| Bzí                         | Bzí                    | Letiny         | 4,75  |
| Čečovice                    | Čečovice               | Čížkov         | 4,41  |
| Čelákovy                    | Čelákovy               | Zemětice       | 2,44  |
| Černotín u Dnešic           | Černotín               | Dnešice        | 5,97  |
| Číčov                       | Číčov                  | Spálené Poříčí | 3,99  |
| Čižice                      | Čižice                 | Čižice         | 2,64  |
| Čížkov u Blovic             | Čížkov                 | Čížkov         | 7,79  |
| Čmelíny                     | Čmelíny                | Čmelíny        | 3,11  |
| Dlouhá Louka u Lužan        | Dlouhá Louka           | Lužany         | 2,4   |
| Dnešice                     | Dnešice                | Dnešice        | 8,29  |
| Dobřany                     | Dobřany                | Dobřany        | 24,67 |
| Dolce                       | Dolce                  | Dolce          | 5,99  |
| Dolní Lukavice              | Dolní Lukavice         | Dolní Lukavice | 7,11  |
| Dožice                      | Dožice                 | Mladý Smolivec | 4,34  |
| Drahkov                     | Drahkov                | Drahkov        | 4,12  |
| Dvorec                      | Dvorec                 | Nepomuk        | 2,32  |
| Háje u Vodokrt              | Háje                   | Řenče          | 2,04  |
| Honezovice                  | Honezovice             | Honezovice     | 9,47  |
| Horní Lukavice              | Horní Lukavice         | Horní Lukavice | 7,31  |
| Horšice                     | Horšice                | Horšice        | 5,21  |
| Horušany                    | Horušany               | Soběkury       | 5,39  |
| Hořehledy                   | Hořehledy              | Spálené Poříčí | 8,69  |
| Hořice                      | Hořice                 | Spálené Poříčí | 1,22  |
| Hoříkovice u Chotěšova      | Hoříkovice             | Chotěšov       | 3,59  |
| Hradec u Stoda              | Hradec                 | Hradec         | 6,73  |
| Hradišťany                  | Hradišťany             | Honezovice     | 8,55  |
| Hradiště u Blovic           | Bohušov, Hradiště      | Blovice        | 4,53  |
| Hradiště u Kasejovic        | Hradiště               | Hradiště       | 6,8   |
| Hradišťská Lhotka           | Hradišťská Lhotka      | Blovice        | 1,68  |
| Hradišťský Újezd            | Hradišťský Újezd       | Blovice        | 1,81  |
| Chloumek u Kasejovic        | Chloumek               | Kasejovice     | 3,44  |
| Chlum u Blovic              | Chlum                  | Chlum          | 4,04  |
| Chlumčany u Přeštic         | Hradčany, Chlumčany    | Chlumčany      | 9,04  |
| Chlumy                      | Chlumy                 | Chlumy         | 3,7   |
| Chocenice                   | Chocenice              | Chocenice      | 4,95  |
| Chocenická Lhota            | Chocenická Lhota       | Chocenice      | 2,96  |
| Chocenický Újezd            | Chocenický Újezd       | Letiny         | 2,77  |
| Chotěšov                    | Chotěšov               | Chotěšov       | 12,46 |
| Chynín                      | Chynín                 | Čížkov         | 15,4  |
| Jarov u Blovic              | Jarov                  | Jarov          | 5,37  |
| Kasejovice                  | Kasejovice             | Kasejovice     | 10,11 |
| Kbel u Přeštic              | Babice, Kbel, Nová Ves | Kbel           | 5,5   |
| Kbelnice u Letin            | Kbelnice, Letiny       | Letiny         | 2,46  |
| Kladrubce                   | Kladrubce              | Kasejovice     | 5,91  |
| Klášter u Nepomuka          | Klášter                | Klášter        | 8,65  |
| Klikařov                    | Klikařov               | Neurazy        | 1,86  |
| Kloušov                     | Kloušov, Lhota         | Merklín        | 3,06  |
| Knihy                       | Knihy                  | Řenče          | 1,3   |
| Kokořov                     | Březí, Kokořov         | Žinkovy        | 6,71  |
| Komorno                     | Komorno                | Blovice        | 1,3   |
| Kotouň                      | Kotouň                 | Oselce         | 3,85  |
| Kotousov                    | Kotousov               | Chocenice      | 2,36  |
| Kotovice                    | Kotovice               | Kotovice       | 3,78  |
| Kozlovice u Nepomuka        | Kozlovice              | Kozlovice      | 3,86  |
| Kramolín u Nepomuka         | Kramolín               | Kramolín       | 3,68  |
| Krasavce                    | Krasavce               | Dolní Lukavice | 3,48  |
| Kucíny                      | Kucíny                 | Příchovice     | 2,66  |
| Lelov                       | Lelov                  | Stod           | 4,35  |
| Letiny                      | Letiny                 | Letiny         | 6,63  |
| Libákovice                  | Libákovice             | Řenče          | 5,33  |
| Lipnice u Spáleného Poříčí  | Lipnice                | Spálené Poříčí | 7,06  |
| Lisov                       | Lisov                  | Lisov          | 3,9   |
| Lišice u Dolní Lukavice     | Lišice                 | Dolní Lukavice | 3,9   |
| Líšina                      | Líšina                 | Líšina         | 7,98  |
| Liškov                      | Liškov                 | Čížkov         | 2,96  |
| Losina                      | Losina                 | Chotěšov       | 3,79  |
| Louňová                     | Louňová                | Louňová        | 6,07  |
| Lučiště                     | Lučiště                | Spálené Poříčí | 4,9   |
| Lužany u Přeštic            | Lužany                 | Lužany         | 4,21  |
| Malinec                     | Malinec, Mečkov        | Kbel           | 3,75  |
| Maňovice                    | Maňovice               | Mileč          | 2,73  |
| Mantov                      | Mantov                 | Chotěšov       | 4,22  |
| Měcholupy u Blovic          | Měcholupy              | Měcholupy      | 12,91 |
| Měrčín                      | Měrčín                 | Čížkov         | 2,09  |
| Merklín u Přeštic           | Merklín                | Merklín        | 13,95 |
| Mileč                       | Mileč, Záhoří          | Mileč          | 2,73  |
| Milínov u Nezvěstic         | Milínov                | Milínov        | 12,26 |
| Mířovice                    | Mířovice               | Ves Touškov    | 3,62  |
| Míšov                       | Míšov                  | Míšov          | 7,66  |
| Mítov                       | Mítov                  | Nové Mitrovice | 8,41  |
| Mladý Smolivec              | Mladý Smolivec         | Mladý Smolivec | 5,29  |
| Mohelnice u Nepomuka        | Mohelnice              | Mohelnice      | 2,94  |
| Nebílovy                    | Nebílovy               | Nebílovy       | 5,26  |
| Nechanice u Nových Mitrovic | Nechanice              | Nové Mitrovice | 4,22  |
| Nekvasovy                   | Nekvasovy              | Nekvasovy      | 6,04  |
| Nepomuk                     | Nepomuk                | Nepomuk        | 10,46 |
| Netunice                    | Netunice               | Netunice       | 5,04  |
| Neurazy                     | Neurazy                | Neurazy        | 5,18  |
| Nezdice nad Úhlavou         | Nezdice                | Nezdice        | 6,37  |
| Nezdřev                     | Nezdřev                | Nezdřev        | 3,11  |
| Nová Ves u Horažďovic       | Nová Ves               | Oselce         | 3,35  |
| Nová Ves u Nepomuka         | Nová Ves u Nepomuka    | Neurazy        | 3,43  |
| Nová Ves u Plzně            | Nová Ves               | Nová Ves       | 4     |
| Nové Mitrovice              | Nové Mitrovice         | Nové Mitrovice | 3,73  |
| Novotníky                   | Novotníky              | Prádlo         | 2,17  |
| Oplot                       | Oplot                  | Oplot          | 6,88  |
| Osek u Vodokrt              | Osek                   | Řenče          | 3,28  |
| Oselce                      | Oselce                 | Oselce         | 7,59  |
| Otěšice                     | Otěšice                | Otěšice        | 5,57  |
| Partoltice                  | Partoltice             | Neurazy        | 3,26  |
| Planiny                     | Planiny                | Nové Mitrovice | 4,55  |
| Plevňov                     | Plevňov                | Řenče          | 1,63  |
| Podhůří u Nepomuka          | Podhůří                | Kasejovice     | 1,73  |
| Polánka u Kasejovic         | Polánka                | Kasejovice     | 2,56  |
| Polánka u Nepomuka          | Polánka                | Polánka        | 5,12  |
| Prádlo                      | Prádlo                 | Prádlo         | 6,14  |
| Přebudov                    | Přebudov               | Kasejovice     | 1,32  |
| Předenice                   | Předenice              | Předenice      | 4,38  |
| Přestavlky u Dnešic         | Lažany, Přestavlky     | Přestavlky     | 9,83  |
| Přešín                      | Přešín                 | Čížkov         | 5,83  |
| Přeštice                    | Přeštice               | Přeštice       | 12,41 |
| Příchovice u Přeštic        | Příchovice             | Příchovice     | 6,04  |
| Ptenín                      | Ptenín, Újezdec        | Ptenín         | 8,15  |
| Radkovice u Příchovic       | Radkovice              | Radkovice      | 3,32  |
| Radochovy                   | Radochovy              | Neurazy        | 3,33  |
| Radošice                    | Radošice               | Mladý Smolivec | 8,37  |
| Robčice u Štěnovic          | Robčice                | Útušice        | 12,06 |
| Roupov                      | Roupov                 | Roupov         | 7,05  |
| Řenče                       | Řenče                  | Řenče          | 7,66  |
| Řesanice                    | Řesanice               | Kasejovice     | 5,26  |
| Seč u Blovic                | Seč                    | Seč            | 3,34  |
| Sedliště nad Úslavou        | Sedliště               | Sedliště       | 7,32  |
| Skašov                      | Skašov                 | Skašov         | 7,22  |
| Skočice u Přeštic           | Skočice                | Přeštice       | 6,52  |
| Smederov                    | Smederov               | Ždírec         | 2,1   |
| Snopoušovy                  | Snopoušovy             | Dolní Lukavice | 4,24  |
| Soběkury                    | Soběkury               | Soběkury       | 6,46  |
| Soběsuky u Nepomuka         | Soběsuky               | Neurazy        | 4,58  |
| Spálené Poříčí              | Karlov, Spálené Poříčí | Spálené Poříčí | 12,69 |
| Srby nad Úslavou            | Srby                   | Srby           | 4,51  |
| Starý Smolivec              | Starý Smolivec         | Mladý Smolivec | 8,24  |
| Stod                        | Stod                   | Stod           | 15,67 |
| Struhaře                    | Struhaře               | Spálené Poříčí | 5,22  |
| Střelice                    | Střelice               | Střelice       | 5,09  |
| Střížovice u Plzně          | Střížovice             | Střížovice     | 6,89  |
| Svárkov                     | Svárkov                | Letiny         | 2,7   |
| Šlovice u Plzně             | Šlovice                | Dobřany        | 7,5   |
| Štěnovice                   | Štěnovice              | Štěnovice      | 7,67  |
| Štítov u Blovic             | Štítov                 | Blovice        | 3,65  |
| Těnovice                    | Těnovice               | Spálené Poříčí | 4,69  |
| Tojice                      | Tojice                 | Tojice         | 2,41  |
| Třebčice                    | Třebčice               | Třebčice       | 2,41  |
| Týnec u Chotěšova           | Týnec                  | Chotěšov       | 2,74  |
| Týniště u Horšic            | Týniště                | Týniště        | 8,1   |
| Újezd u Horšic              | Újezd                  | Horšice        | 4,5   |
| Újezd u Kasejovic           | Újezd u Kasejovic      | Kasejovice     | 4,04  |
| Únětice u Blovic            | Únětice                | Únětice        | 6     |
| Útušice                     | Útušice                | Útušice        | 3,58  |
| Ves Touškov                 | Ves Touškov            | Ves Touškov    | 8,23  |
| Víska                       | Víska                  | Čmelíny        | 1,54  |
| Vlčí                        | Vlčí                   | Vlčí           | 3,99  |
| Vlčice u Blovic             | Stará Huť, Vlčice      | Blovice        | 5,82  |
| Vlčtejn                     | Chlumánky, Vlčtejn     | Vlčtejn        | 4,01  |
| Vlkov u Spáleného Poříčí    | Vlkov                  | Spálené Poříčí | 3,74  |
| Vodní Újezd                 | Vodní Újezd            | Dobřany        | 3,14  |
| Vodokrty                    | Vodokrty               | Řenče          | 4,93  |
| Vojovice                    | Vojovice               | Neurazy        | 4,2   |
| Vrčeň                       | Vrčeň                  | Vrčeň          | 7,05  |
| Vstiš                       | Vstiš                  | Vstiš          | 7,73  |
| Zahorčičky                  | Zahorčičky             | Hradiště       | 1,83  |
| Záhoří u Milče              | Záhoří                 | Mileč          | 2,46  |
| Zahrádka u Čížkova          | Zahrádka               | Čížkov         | 3,08  |
| Zálesí u Příchovic          | Zálesí                 | Příchovice     | 3,09  |
| Záluží                      | Kotovice, Nový, Záluží | Kotovice       | 5,99  |
| Záluží u Spáleného Poříčí   | Záluží                 | Spálené Poříčí | 2,33  |
| Zdemyslice                  | Zdemyslice             | Zdemyslice     | 4,76  |
| Zelené                      | Zelená Hora, Zelené    | Lužany         | 2,83  |
| Zemětice                    | Chalupy, Zemětice      | Zemětice       | 3,81  |
| Zhůř                        | Zhůř                   | Chocenice      | 2,92  |
| Žákava                      | Žákava                 | Žákava         | 9,49  |
| Žďár u Blovic               | Myť, Žďár              | Ždírec         | 3,2   |
| Ždírec u Blovic             | Myť, Ždírec            | Ždírec         | 4,04  |
| Železný Újezd               | Železný Újezd          | Čížkov         | 7,56  |
| Želvice                     | Želvice                | Mileč          | 4,25  |
| Žerovice                    | Zastávka, Žerovice     | Přeštice       | 6,46  |
| Žinkovy                     | Čepinec, Žinkovy       | Žinkovy        | 9,17  |
| Životice u Kasejovic        | Životice               | Životice       | 4,3   |

Celková výměra 989,98 km2